# Нільс Гольмґрен

Шведська експедиція 1904–1905 років до прикордонної зони Перу та Болівії. Ерланд Норденшельд і Нільс Гольмґрен у першому ряду.

Нільс Фрітьоф Гольмґрен (швед. Nils Frithiof Holmgren; 28 вересня 1877 — 7 вересня 1954) — шведський зоолог і порівняльний анатом. Він був професором зоології в Стокгольмському університеті від 1921 до 1944 року. Він виявляв особливий інтерес до таксономії термітів.
Гольмґрен навчався у Стокгольмському університетському коледжі та в 1906 році захистив докторську дисертацію у новоствореному Стокгольмському університеті. У 1912 році він став викладачем зоологічного інституту, у 1919 році — доцентом кафедри зоології (замінивши Вільгельма Лехе), а в 1921 році — професором. Його ранні роботи були зосереджені на біології, систематиці та анатомії комах, особливо термітів, як-от у Studien über südamerikanische Termiten (1906) та Termitenstudien (1909–1912). У пізнішій роботі він зосередився на структурі мозку у червів, членистоногих та хребетних, опублікувавши Vergleichende Anatomie des Gehirns (1916) (Порівняльна анатомія мозку), Zur Anatomie des Gehirns von Myxine (1919), Zur Anatomie und Histologie des Vorder- und Zwischenhirns der Knochenfiske (1920), «Погляди на морфологію переднього мозку у нижчих хребетних » (1922), (спільно з К. Дж. ван дер Горстом) «Внесок у морфологію мозку у Ceratodus» (1925) та «Точки зору щодо морфології переднього мозку у вищих хребетних» (1925). Ця робота зробила його світовим експертом з нервової системи нижчих хребетних. Пізніші роботи були зосереджені на дослідженні хрящів у нижчих хребетних. Гольмґрен, який здійснив дослідницьку поїздку до Болівії та Перу в 1904–1905 роках, з 1920 року був видавцем журналу Acta Zoologica. Гольмґрена було обрано членом Королівської шведської академії наук у 1928 році.